# Palazzo Perenich
Palazzo Perenich è un edificio storico di Pescara, ubicato in viale Gabriele D'Annunzio, a breve distanza dalla cattedrale di San Cetteo.

## Storia
Il palazzo fu realizzato nel 1884 dall'architetto e ingegnere Antonino Liberi, commissionato dal facoltoso orafo Perenich di Ortona. Per un certo periodo di tempo, a partire dagli anni settanta del Novecento, ospitò la facoltà di Architettura dell'Università degli Studi "Gabriele d'Annunzio", prima che il campus pescarese si accentrasse nel complesso di viale Pindaro.

## Descrizione
L'edificio, costruito sul modello del rinascimentale Palazzo Strozzi di Firenze, si presenta scandito orizzontalmente da due cornici marcapiano, dunque composto da tre settori trattati a bugnato liscio. Il pianterreno ha le aperture delle botteghe e il grande portale con cornice a chiave di volta per l'accesso, mentre gli altri due piani si caratterizzano per un ordine regolare d finestre bifore in stile rinascimentale. L'ultimo settore ha il cornicione riccamente decorato da arcatelle.
Il piano terra è originariamente destinato a negozi, mentre i piani superiori ospitano residenze.

### Ristrutturazioni
Nel corso degli anni, Palazzo Perenich ha subito varie ristrutturazioni per preservare e valorizzare la sua struttura e le sue caratteristiche architettoniche. Questi interventi hanno mirato a mantenere l'integrità estetica dell'edificio, garantendo al contempo la sicurezza e la funzionalità degli spazi interni. Recenti progetti di restauro hanno coinvolto anche architetti contemporanei di Pescara.